# Hustlin'
"Hustlin" este primul single extras de pe albumul de debut „Port of Miami” al raperului Rick Ross. Există și o variantă oficial remixată a cântecului, avându-i colaboratori pe Jay-Z și Young Jeezy

În videoclip își fac apariția diferiți artiști de pe scena hip hop, printre care Pitbull, Trick Daddy, Cool & Dre, Smitty, DJ Drama, DJ Khaled, Field Mob, The Runners, Trina.  
Cântecul mai este utilizat și de Katt Williams în aparițiile sale, și în jocurile video „Grand Theft Auto IV”, „Skate”.

## Poziția în topuri
| Top (2006)                    | Poziția |
| ----------------------------- | ------- |
| Billboard Hot 100             | 54      |
| U.S. Hot Digital Songs        | 25      |
| U.S. Hot R&B/Hip-Hop Songs    | 11      |
| U.S. Billboard Hot Rap Tracks | 7       |
| U.S. Billboard Pop 100        | 20      |

Hustlin' (Remix)
| Top (2006)             | Poziția |
| ---------------------- | ------- |
| U.S. Hot Digital Songs | 48      |

Hustlin' Revolution (DNMEJ Remix)
| Top (2006)             | Poziția |
| ---------------------- | ------- |
| U.S. Hot Digital Songs | 16      |